# Wilkowo (powiat olsztyński)
Wilkowo (dawniej niem. Wilken) – osada w Polsce położona w województwie warmińsko-mazurskim, w powiecie olsztyńskim, w gminie Olsztynek. W latach 1975–1998 miejscowość należała administracyjnie do województwa olsztyńskiego.
Wieś mazurska, położona 3 km na północny zachód od Olsztynka. 

## Historia
W czasach krzyżackich wieś pojawia się w dokumentach w roku 1347, podlegała pod komturię w Olsztynku, były to dobra rycerskie o powierzchni 20 włók. W czasie wojny polsko-krzyżackiej, w 1410 r. uległa zniszczeniu. W czasie wojen polsko-krzyżackich, szczególnie w 1414 roku, wieś została mocno zniszczona. 
W 1939 r. we wsi było 152 mieszkańców. Po 1945 r. w folwarku Wilkowo utworzono PGR. W latach 90. XX w. PGR został rozwiązany, a ziemię przejęła Rolnicza spółdzielnia produkcyjna z Sudwy. W 1997 r. mieszkało we wsi 196 osób, w 2005 r. Wilkowo miało 216 mieszkańców.